# Niedokrwienne zapalenie jelita grubego
 Niedokrwienne zapalenia jelita grubego – choroba jelita grubego spowodowana niedostatecznym dopływem krwi do jego ściany.

## Etiopatogeneza
U podłoża choroby leży najczęściej miażdżyca.
Szczególnie narażone na niedokrwienie są
- okolica zgięcia lewego (śledzionowego)
- okrężnica zstępująca
- górna część odbytnicy

Czynniki sprzyjające wystąpieniu niedokrwienia
- choroby zapalne naczyń
- wstrząs
- świeży zawał
- niewydolność serca
- zator
- posocznica
- stany nadkrzepliwości
- doustne środki antykoncepcyjne
- glikozydy naparstnicy
- leki hipotensyjne
- środki obkurczające naczynia
- operacje tętniaków aorty brzusznej
- brzuszno-kroczowa resekcja odbytnicy
- zwężenie okrężnicy wywołane:
  - nowotworem
  - zapaleniem uchyłków

Trzy fazy niedokrwienia
1. przejściowe niedokrwienie – dotyczy tylko śluzówki
2. niedokrwienie niepełnościenne z następowym zwężeniem
3. zgorzel jelita

## Objawy
Większość przypadków – przebieg podostry:
- krwawienie jelitowe
- wyleczenie po kilku tygodniach
- niekiedy bliznowate zwężenia jako powikłanie

W 10% przypadków – przebieg ostry:
- nagły ból brzucha – przeważnie w lewej połowie brzucha
- krwotok jelitowy
- gorączka
- leukocytoza
- w krótkim czasie może dojść do martwicy jelita z perforacją i rozlanym zapaleniem otrzewnej

## Diagnostyka
Wlew doodbytniczy i kolonoskopia są we wczesnej fazie choroby przeciwwskazane. Można je przeprowadzić dopiero po ustabilizowaniu się stanu chorego.
- rtg – typowe "odciski kciuka" widoczne w zajętym odcinku jelita grubego po podaniu kontrastu
- endoskopia – obrzęk i zmiany krwotoczne, niekiedy owrzodzenia błony śluzowej

## Różnicowanie
- zapalenie uchyłków
- rak okrężnicy
- niedokrwienie i zawał krezki jelita

## Leczenie
1) Przejściowe niedokrwienie:
- hospitalizacja i obserwacja chorego

2) Niedokrwienie niepełnościenne:
- płyny
- antybiotyki
- objawowe niedokrwienie wymaga korekty chirurgicznej w trybie planowym

3) Zgorzel jelita:
- resekcja martwego odcinka jelita w trybie pilnym
- wytworzenie kolostomii